# Wyciek (strumień)
Wyciek (niem. Worpitzky Quelle) – źródło i ciek w północno-zachodniej Polsce, prawy dopływ Chojnówki. Płynie przez środkową część Puszczy Bukowej w województwie zachodniopomorskim.
Źródło bijące na zachodnim zboczu koryta Chojnówki w odległości ok. 500 m na południe od Szwedzkiego Młyna. Zachowana częściowo kamienna obudowa z roku 1894.